# Polygonia autumnalis
Polygonia autumnalis är en fjärilsart som beskrevs av Stefanelli 1873. Polygonia autumnalis ingår i släktet Polygonia och familjen praktfjärilar. Inga underarter finns listade i Catalogue of Life.